# Maicon Steindorff
Maicon Steindorff – brazylijski zapaśnik walczący w stylu klasycznym. Brązowy medalista igrzysk Ameryki Południowej w 2010 roku.